# Rathaus-Glockenspiel

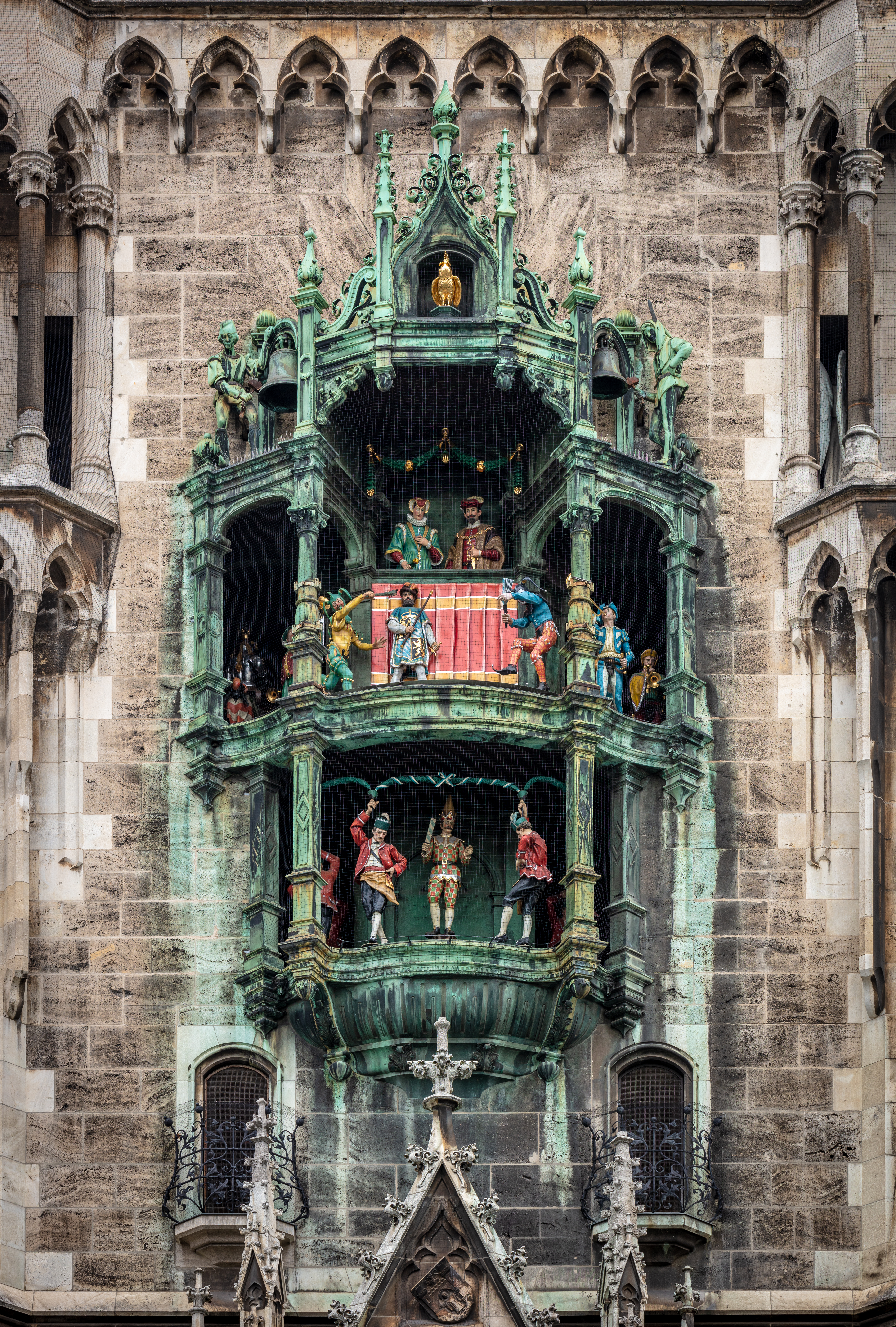
Il Rathaus-Glockenspiel

Il Rathaus-Glockenspiel (dal tedesco: carillon del municipio) è un grande carillon meccanico che si trova a Marienplatz, nel centro della città di Monaco di Baviera, in Germania.
Il carillon è famoso per le statue dei personaggi a grandezza naturale che rievocano due volte al giorno scene della storia della città. La prima storia ricorda il matrimonio del duca Guglielmo V con Renata di Lorena nel 1568, mentre la seconda rievoca la tradizionale Schäfflerstanz, la Danza dei Bottai.

## Descrizione
Il carillon, composto da 43 campane e 32 statue a grandezza naturale, fu costruito nel 1908 a completamento dell'edificazione del Municipio Nuovo (in tedesco Neues Rathaus). Ogni giorno dell'anno, alle ore 11:00 e alle ore 12:00, e nei mesi tra marzo e ottobre anche alle ore 17:00, il carillon rievoca due racconti della storia cittadina del XVI secolo. Le rievocazioni durano entrambe all'incirca 15 minuti.
La parte superiore del Glockenspiel raffigura la storia del matrimonio del duca Guglielmo V (che fu, tra l'altro, fondatore del noto Hofbräuhaus) con Renata di Lorena. In onore dei due felici sposi due cavalieri che rappresentano uno la Baviera (dai colori bianco e blu) e uno la Lorena (in rosso e bianco) "combattono" tra di loro; l'epilogo vede il cavaliere bavarese vincitore.
La seconda storia ha come protagonista la famosa Schäfflertanz (Danza dei Bottai), che si svolge nella parte inferiore della struttura. La storia è ambientata alla fine di una grave pestilenza avvenuta nel 1517. Si dice, infatti, che i bottai avessero ballato per le strade per incoraggiare i residenti a uscire dalle loro abitazioni, dopo che questi erano rimasti spaventati dalla peste. I bottai rimasero fedeli al duca e la loro danza finì per simboleggiare la perseveranza e la lealtà all'autorità nei momenti difficili. Per tradizione, la danza viene eseguita a Monaco ogni sette anni. Nel 1700 fu descritta come «un'antica usanza», ma la danza attuale, così come oggi è eseguita, fu codificata soltanto nel 1871. La danza viene eseguita durante il Carnevale; l'ultima volta è stata nel 2019.
Al termine della seconda esibizione un piccolo gallo dorato, posto in cima al Glockenspiel, canta per tre volte, segnalando agli spettatori la fine dello spettacolo.

## Restauro
Nel 2007 il carillon è stato sottoposto a un restauro sostenuto dalla Deutsche Stiftung Denkmalschutz.